# Chicago (album)
Chicago (znan tudi kot Chicago II) je drugi studijski album chichaške rock zasedbe Chicago. Tako kot predhodnik, Chicago Transit Authority, je tudi Chicago dvojni album. Gre za prvi album skupine, ki je izšel pod novim imenom skupine, saj se je skupina zaradi potencialnih tožb podjetja Chicago Transit Authority morala iz Chicago Transit Authority preimenovati v Chicago, in za prvi album skupine, naslovnica katerega vsebuje kuzivni logotip skupine. Album je izšel januarja pri založbi Columbia Records in bil komercialno uspešen. Aprila je prejel zlati certifikat s strani RIAA, leta 1991 pa platinastega. Dosegel je 4. mesto ameriške lestvice Billboard 200 in 6. mesto britanske lestvice albumov, poleg tega pa je proizvedel tudi tri top 10 single lestvice Billboard Hot 100. Album je prejel tri nominacije za grammyja - za album leta, najboljšo vokalno pop izvedbo in za najboljši ovitek albuma.

## Zgodovina
Album je izšel leta 1970 po preimenovanju skupine iz »Chicago Transit Authority« v »Chicago«, saj je skupini grozila tožba istoimenskega podjetja. Uradni naziv albuma je Chicago, čeprav je znan tudi pod imenom Chicago II, s čimer se veže na tradicijo albumov skupine, poimenovanih z rimskimi številkami, ki se je sicer začela z naslednjim albumom, Chicago III, leta 1971.
Chicago Transit Authority je bil precej uspešen, vendar pa se Chicago šteje kot prebojni album skupine, s katerega so izšli trije top 10 singli lestvice Billboard Hot 100 - »Make Me Smile« (9. mesto), »Colour My World« (7. mesto) in »25 or 6 to 4« (4. mesto). Osrednji del albuma je 13-minutna ciklična skladba »Ballet for a Girl in Buchannon«, trombonista skupine Jamesa Pankowa, iz katere sta prišla singla »Make Me Smile« in »Colour My World«. Kitarist Terry Kath je tudi prispeval cikel štirih skladb, od katerih tri je soavtor Peter Matz.:13 Politično nagovorjen klaviaturist Robert Lamm je svoje pomisleke izrazil v »It Better End Soon«, še eni modularni skladbi. Album vsebuje tudi prvo skladbo basista Petra Cetere za skupino, »Where Do We Go From Here?«.
Chicago je izšel januarja 1970 pri založbi Columbia Records in takoj postal hit. V ZDA je dosegel 4. mesto lestvice Billboard 200, v Združenem kraljestvu pa je dosegel 6. mesto lestvice albumov. V sredini 70. let je Columbia Records postala zelo aktivna pri promociji kvadrafoničnega 4-kanalnega zvočnega formata in devet od prvih desetih albumov Chicaga je bilo na voljo v kvadrafoničnem formatu. Kvadrafonični miks vsebuje elemente, ki se jih v standardnem stereo miksu ne sliši, vključno z dodatnimi kitarskimi vložki Katha pri skladbi »25 or 6 to 4« in drugačen vokalni posnetek Lamma pri skladbi »Wake Up Sunshine«, ki razkriva drugačno besedilo v zadnjem verzu pesmi.
Leta 2002 je bil album remasteriziran in ponovno izdan na zgoščenki pri založbi Rhino Records s single verzijama skladb »Make Me Smile« in »25 or 6 to 4« kot dodatnima skladbama. Leta 2003 je Rhino Records izdala DVD-Audio verzijo albuma. Leta 2016 je britanski producent in glasbenik Steven Wilson remiksal album iz originalnih večkanalnih trakov. Ta verzija je izšla 27. januarja 2017 pri založbi Rhino Records. Vinilna verzija remiksa Kevina Grayja je izšla 11. avgusta 2017. Robert Lamm je v intervjuju dejal, da je bila album nominiran za sprejem v Grammy dvorano slavnih več kot enkrat.

## Naslovnica
Logotip skupine, ki se je prvič pojavil na albumu Chicago, je oblikoval John Berg, dodelal pa ga je Nick Fasciano. Za svoje delo sta bila nominirana za grammyja za najboljši ovitek albuma. Berg je dejal, da je bil navdih za logotip Chicaga, logotip Coca-cole. Naslovnica albuma je del stalne razstave v Muzeju moderne umetnosti v New Yorku. Uradna spletna stran skupine imenuje oblikovanje naslovnice »srebrna plošča«.
Na notranjem ovitku albuma je seznam skladb, celotno besedilo »It Better End Soon«, producentova opomba (»To prizadevanje je treba upoštevati zaporedoma«) in posvetilo Roberta Lamma: »S tem albumom posvečamo sebe, našo prihodnost in našo energijo ljudem revolucije. In revoluciji v vseh njenih oblikah.«

## Kritični sprejem
V recenziji za The Village Voice, je Robert Christgau ocenil Chicago z »D+« in ga označil za »sterilnega in neumnega«. Lindsay Planer je bil v retrospektivni recenziji za portal AllMusic bolj entuziastičen. Album je ocenil s štirimi in pol zvezdicami od petih in dejal, da skladbe poudarjajo trdne temelje zapletenih jazzovskih sprememb s težkim rock & rollom.

### Nagrade
| Leto | Kategorija                                      | Delo                                | Rezultat    | Skl.   |
| ---- | ----------------------------------------------- | ----------------------------------- | ----------- | ------ |
| 1971 | Album leta                                      | Chicago                             | nominiran/a | [ 16 ] |
| 1971 | Najboljša vokalna pop izvedba skupine ali dueta | Chicago                             | nominiran/a | [ 16 ] |
| 1971 | Najboljši ovitek albuma                         | Chicago (John Berg & Nick Fasciano) | nominiran/a | [ 16 ] |

Druge nagrade
- 1971: Chicago, Best Small-Combo LP, Playboy Jazz & Pop anketa[17]

## Seznam skladb
| Stran 1 | Stran 1               | Stran 1      | Stran 1      | Stran 1 |
| Št.     | Naslov                | Pisec        | Vokal        | Dolžina |
| ------- | --------------------- | ------------ | ------------ | ------- |
| 1.      | „Movin' In‟           | James Pankow | Terry Kath   | 4:06    |
| 2.      | „The Road‟            | Terry Kath   | Peter Cetera | 3:10    |
| 3.      | „Poem for the People‟ | Robert Lamm  | Lamm/Cetera  | 5:31    |
| 4.      | „In the Country‟      | Kath         | Kath/Cetera  | 6:34    |

| Stran 2 | Stran 2 | Stran 2 | Stran 2                                       | Stran 2 |
| Št.     | Naslov | Pisec   | Vokal                                         | Dolžina |
| ------- | --- | ------- | --------------------------------------------- | ------- |
| 5.      | „Wake Up Sunshine‟ | Lamm    | Lamm/Cetera                                   | 2:29    |
| 6.      | „Ballet for a Girl in Buchannon« 1. »Make Me Smile« (3:32) 2. »So Much to Say, So Much to Give« (1:04) 3. »Anxiety's Moment« (1:00) 4. »West Virginia Fantasies« (1:34) 5. »Colour My World« (2:58) 6. »To Be Free« (1:21) 7. »Now More Than Ever (1:27)‟ | Pankow  | Kath Lamm Instrumental Kath Instrumental Kath | 12:55   |

| Stran 3 | Stran 3 | Stran 3                                           | Stran 3           | Stran 3 |
| Št.     | Naslov | Pisec                                             | Vokal             | Dolžina |
| ------- | --- | ------------------------------------------------- | ----------------- | ------- |
| 7.      | „Fancy Colours‟ | Lamm                                              | Cetera/Lamm       | 5:10    |
| 8.      | „25 or 6 to 4‟ | Lamm                                              | Cetera            | 4:50    |
| 9.      | „Memories of Love« 1. »Prelude« (1:18) 2. »A.M. Mourning« (2:05) 3. »P.M. Mourning« (1:59) 4. »Memories of Love (4:01)‟ | Kath/Peter Matz:13 Kath/Matz:13 Kath/Matz:13 Kath | Instrumental Kath | 9:12    |

| Stran 4 | Stran 4 | Stran 4                                    | Stran 4                | Stran 4 |
| Št.     | Naslov | Pisec                                      | Vokal                  | Dolžina |
| ------- | --- | ------------------------------------------ | ---------------------- | ------- |
| 10.     | „It Better End Soon« 1. »1st Movement« (2:30) 2. »2nd Movement« (3:47) 3. »3rd Movement« (3:19) 4. »4th Movement (1:15)‟ | Lamm Lamm/Walter Parazaider Lamm/Kath Lamm | Kath Instrumental Kath | 10:24   |
| 11.     | „Where Do We Go from Here?‟                                                                                              | Cetera                                     | Cetera                 | 2:53    |

## Osebje

### Chicago
- Peter Cetera – bas, vokal
- Terry Kath – kitara, vokal
- Robert Lamm – klaviature, vokal
- Lee Loughnane – trobenta, vokal
- James Pankow – trombon
- Walter Parazaider – saksofon, flavta, klarinet, vokal
- Danny Seraphine – bobni

### Produkcija
- James William Guercio – producent
- Peter Matz – orkestracija pri »Prelude«
- Donald Puluse – inženir
- Brian Ross-Myring – inženir
- Chris Hinshaw – inženir
- Robert Honablue – mastering inženir
- Nick Fasciano – naslovnica
- John Berg – oblikovanje naslovnice
- Herb Greene – fotografije

Ponovna izdaja 2002
- Paul Klingberg – remiks
- John Kellogg – producent
- Joe Gastwirt – remastering
- David Wild – notranje opombe

## Lestvice

### Tedenske lestvice
| Leto | Lestvica       | Mesto | Skl.  |
| ---- | -------------- | ----- | ----- |
| 1970 | Billboard 200  | 4     | [ 4 ] |
| 1970 | UK album chart | 6     | [ 5 ] |

### Singli
| Leto | Single            | Lestvica              | Mesto | Skl.  |
| ---- | ----------------- | --------------------- | ----- | ----- |
| 1970 | »25 or 6 to 4«    | Billboard Hot 100     | 4     | [ 2 ] |
| 1970 | »Make Me Smile«   | Billboard Pop Singles | 9     | [ 2 ] |
| 1971 | »Colour My World« | Billboard Pop Singles | 7     | [ 2 ] |

## Certifikati
| Organizacija | Nivo      | Datum          | Skl.   |
| ------------ | --------- | -------------- | ------ |
| RIAA – ZDA   | Zlat      | 13. april 1970 | [ 18 ] |
| RIAA – ZDA   | Platinast | 9. avgust 1991 | [ 18 ] |